# ترویانووو (استان بورگاس)
ترویانووو (به بلغاری: Troyanovo) یک منطقهٔ مسکونی در بلغارستان است که در کامنو واقع شده‌است.